# Gonfaloneiro da Igreja

O brasão da família Gonzaga, exibindo a insígnia papal adquirida por Frederico II como Gonfaloneiro da Igreja.

O brasão da família Montefeltro, exibindo a insígnia papal adquirida por Frederico III como Gonfaloneiro da Igreja.

O gonfaloneiro da Igreja ou gonfaloneiro Papal (em italiano: Gonfaloniere della Chiesa, "porta-bandeira"; latim: Vexillifer Ecclesiæ) foi um cargo político e militar dos Estados Pontifícios. Originário do uso da bandeira papal durante os combates, a função mais tarde tornou-se, em grande parte cerimonial e política. Na sua nomeação, o Gonfaloneiro recebia duas bandeiras, uma com os brasões da Igreja (vexillum cum armis Ecclesiæ) e outra com os brasões do papa reinante (cum armis suis). O Gonfaloneiro teve o direito de incluir emblemas eclesiásticos (as Chaves de São Pedro e o umbráculo) sobre os seus próprios brasões, geralmente somente durante o seu mandato, mas de vez em quando de forma permanente. O Papa Inocêncio XII acabou com o posto, juntamente com a capitania-geral, e substituiu ambas com a posição de porta-bandeira da Santa Igreja Romana (italiano: Vessilifero di Santa Romana Chiesa), que mais tarde tornou-se hereditária no Naro Patrizi. 

## Lista de gonfaloneiros da Igreja
| Mandato                       | Retrato | Gonfaloneiro                                                | Nomeação do Papa           | Notas |
| ----------------------------- | ------- | ----------------------------------------------------------- | -------------------------- | --- |
| 1059 — ?                      |         | Roberto de Altavila (Roberto da Altavila)                   | Nicolau II (1059–1061)     | [ 2 ] |
|                               |         |                                                             |                            | |
| c. 1118                       |         | Estevão, o normando                                         |                            | Com Pier Leoni, resgatou o Papa Gelásio II de Cencio II Frangipane.. |
|                               |         |                                                             |                            | |
| c. 1296                       |         | Jaime II de Aragão (Giacomo II di Aragona)                  | Bonifácio VIII (1294–1303) | Rei de Aragão e Valência; gonfaloneiro, almirante, e Capitão-geral da Igreja; nomeado para encorajá-lo a travar uma guerra contra seu irmão Frederico III (c.f. Vésperas sicilianas) |
|                               |         |                                                             |                            | |
| 1372 — ?                      |         | Galeotto I Malatesta (Galeotto Malatesta)                   | Gregório XI (1370–1378)    | Comandante do Exército Papal contra Bernabò Visconti, a quem derrotou em Montechiaro. |
|                               |         |                                                             |                            | |
| 1377 — 1384                   |         | Ridolfo II de Varano (Ridolfo da Varano)                    | Gregório XI (1370–1378)    | Nomeado por Gregório XI e serviu como Comandante do Exército Papal durante os anos finais do Papado de Avignon. |
|                               |         |                                                             |                            | |
| 1384 — 1385                   |         | Carlos III de Nápoles (Carlo III di Napoli)                 | Urbano VI (1378–1389)      | Rei de Nápoles. Excomungado e afastado do cargo, suas forças cercaram o papa em Nocera, enquanto o papa mais tarde tentou usurpar Nápoles para seu sobrinho. |
|                               |         |                                                             |                            | |
| 1387 — ?                      |         | Carlos I Malatesta (Carlo I Malatesta)                      | Urbano VI (1378–1389)      | Um condottiero. |
|                               |         |                                                             |                            | |
| c. 1399                       |         | Martim I de Aragão (Martino I di Aragona)                   | Antipapa Bento XIII        | Rei de Aragão e da Sicília. Gonfaloneiro do antipapa ocidental, mas recusou-se a travar uma guerra contra a França, durante o cerco de Avignon |
|                               |         |                                                             |                            | |
| 1403 — ?                      |         | Nicolau III d'Este (Niccolò III d'Este)                     | Bonifácio IX (1389–1404)   | Um condottiero; também Senhor de Ferrara. Nomeado em oposição a Milão. Possivelmente reconduzido pelo Papa Martinho V. |
|                               |         |                                                             |                            | |
| 1406 — ?                      |         | Ladislau de Nápoles (Ladislao di Napoli)                    | Inocêncio VII (1404–1406)  | Rei de Nápoles; designado por seu auxílio em ajudar Inocêncio VII contra uma multidão romana. Desbaratado em Roccasecca em 1411, abandonou o Papa Gregório XII em favor do antipapa João XXIII, que o nomeou seu gonfaloneiro. |
|                               |         |                                                             |                            | |
| 1409 — 1411                   |         | Luís II, Duque de Anjou (Luigi II d'Angiò)                  | Antipapa Alexandre V       | Contrapondo-se a Ladislau para o Reino de Nápoles, foi nomeado gonfaloneiro pela facção de Pisa do antipapa Alexandre V. Apesar de ter conquistado uma grande vitória em Roccasecca, no entanto, abandonou a área e voltou para a França. |
|                               |         |                                                             |                            | |
| 1412 — ?                      |         | João Francisco Gonzaga (Gianfrancesco Gonzaga)              | Gregório XII (1406–1415)   | Um condottiero; também Senhor de Mântua. |
|                               |         |                                                             |                            | |
| 1431 — ?                      |         | Nicolau Fortebraccio (Niccolò Fortebraccio)                 | Eugênio IV (1431–1447)     | Um condottiero; apesar de seu fracasso para recapturar Città di Castello, foi empregado como gonfaloneiro para se opor a Sigismundo da Hungria na Toscânia e Prefetti di Vico em Lazio, porém foi demitido por usar sua posição para promover seus próprios interesses. Posteriormente, entrou em guerra contra os Estados Pontifícios para Milão. |
|                               |         |                                                             |                            | |
| 1433 — 1434                   |         | João Vitelleschi (Giovanni Vitelleschi)                     | Eugênio IV (1431–1447)     | Comandante dos Exércitos Papais durante um curto tempo sob o Papa Eugênio IV. |
|                               |         |                                                             |                            | |
| 1434 — 1442                   |         | Francisco II Sforza (Francesco II Sforza)                   | Eugênio IV (1431–1447)     | Um condottiero; enquanto trabalhava para Milão, recebeu o cargo de gonfaloneiro juntamente com Ancona, como parte dos termos de uma paz com Eugênio, em seguida, liderou a campanha contra o ex-gonfaloneiro e seu ex-aliado Niccolò Fortebraccio. Perdeu sua posição depois de Milão aliar-se com o Papado contra ele.                            |
| 1442 — ?                      |         | Nicolau Piccinino (Niccolò Piccinino)                       | Eugênio IV (1431–1447)     | Um condottiero. A princípio ajudou Fortebraccio e Sforza contra o Papado, nomeado gonfaloneiro para recuperar o arrendamento de Sforza na Marca. |
|                               |         |                                                             |                            | |
| 1444 — ?                      |         | Luís XI de França (Luigi XI di Francia)                     | Eugênio IV (1431–1447)     | Nomeado por suas ações na Suíça contra o Concilio de Basileia e o antipapa Félix V. |
|                               |         |                                                             |                            | |
| c. 1455                       |         | Francisco II Sforza (Francesco II Sforza)                   |                            | Segundo mandato. Neste momento não investido duque de Milão. |
|                               |         |                                                             |                            | |
| ? — 1458                      |         | Pedro Luis Bórgia (Pier Luigi Borgia)                       | Calisto III (1455–1458)    | Irmão mais velho do Papa Calisto. Também Capitão-Geral e Duque de Espoleto. |
|                               |         |                                                             |                            | |
| 1462 — 1468                   |         | Frederico de Montefeltro (Federico da Montefeltro)          | Pio II (1458–1464)         | Um condottiero; também Conte di Urbino. Nomeado contra Sigismundo Malatesta, senhor de Rimini. Originalmente reconduzido pelo Papa Paulo II para se opor a Veneza, mas impugnado na sua aquisição de Rimini após a vitória em Moline, mudou de lado.                                                                                               |
|                               |         |                                                             |                            | |
| 1474 — ?                      |         | Frederico de Montefeltro (Federico da Montefeltro)          | Sixto IV (1471–1484)       | Segundo mandato. Neste momento denominado Duque de Urbino; casou sua filha com o sobrinho favorito do Papa Sisto, que herdou o ducado após a morte do próprio filho de Federico. |
|                               |         |                                                             |                            | |
| 1496 — 1497                   |         | João Bórgia (Giovanni Bórgia)                               | Alexandre VI (1492–1503)   | Filho; também Duque de Gandia e Capitão-Geral; assassinado, talvez por seu irmão Cesare |
|                               |         |                                                             |                            | |
| 29 de março de 1500 — 1503    |         | César Bórgia (Cesare Borgia)                                | Alexandre VI (1492–1503)   | Filho, ex-cardeal, também Duque de Valentinois e Capitão Geral; muitas vezes acusado pelo assassinato de Giovanni, direta ou indiretamente. O Papa Júlio II recusou-se a confirmar Cesare após sua eleição. |
| 1504 — 1508?                  |         | Guidobaldo I de Montefeltro (Guidobaldo da Montefeltro)     | Julio II (1503–1513)       | Um condottiero; também Duque de Urbino. Filho de Federico da Montefeltro, adotou Francesco Maria I Della Rovere, seu sobrinho e do papa. |
| 19 de Abril de 1509 — 1510    |         | Afonso I d'Este (Alfondo I d'Este)                          | Julio II (1503–1513)       | Também Duque de Ferrara. Comandou forças contra Veneza, durante a segunda fase da Guerra da Liga de Cambrai. Afastado do cargo e excomungado com toda a sua família, a fim de retornar Ferrara a administração direta do Papa. |
| 30 de setembro de 1510 — ?    |         | Frederico II Gonzaga (Federico II Gonzaga)                  | Julio II (1503–1513)       | Também Duque de Mântua e Capitão Geral, tanto da Igreja como de Veneza. Não foi obrigado a se opor ao Sacro Império Romano e por isso não conseguiu intervir no Saque de Roma |
|                               |         |                                                             |                            | |
| 1513 — 1516                   |         | Juliano II de Médici (Giuliano de' Medici)                  | Leão X (1513–1521)         | Também Capitão Geral e Duque de Némours. |
| 1516 — ?                      |         | Lourenço II de Médici (Lorenzo de' Médici)                  | Leão X (1513–1521)         | Também Capitão Geral: comandou o exército papal na Guerra de Urbino (1517), antes de ser ferido no cerco de Mondolfo |
|                               |         |                                                             |                            | |
| 1 de fevereiro de 1537 — 1547 |         | Pedro Luís Farnésio (Pier Luigi Farnese)                    | Paulo III (1534–1549)      | Filho de Paulo III; também Duque de Parma e Piacenza, e Castro. |
| 1547 — 1551                   |         | Octávio Farnésio (Ottavio Farnese)                          | Paulo III (1534–1549)      | Filho de Pier Luigi Farnese; também Duque de Parma e Piacenza, e Castro |
|                               |         |                                                             |                            | |
| c. 1565                       |         | Jacques Annibal de Hohenembs (Jacques Annibal de Hohenembs) |                            | (ou Conde de Hannibal de Altemps.) |
|                               |         |                                                             |                            | |
| 1566 — ?                      |         | Octávio Farnésio (Ottavio Farnese)                          | Pio V (1566–1572)          | Segundo mandato. |
|                               |         |                                                             |                            | |
| 1572 — 1585                   |         | Jaime Boncompagni (Giacomo Boncompagni)                     | Gregório XIII (1572–1585)  | Filho; também Capitão General de Milão espanhol, comprou os Ducados de Sora e Arce, Aquino e Arpino. Removido como gonfaloneiro com a eleição do Papa Sisto V. |
|                               |         |                                                             |                            | |
| c.1621 — ?                    |         | Eduardo I Farnésio (Odoardo Farnese)                        | Gregório XV (1621–1623)    | Também Duque de Parma e Piacenza. Excomungado e proibido de usar os emblemas de gonfaloneiro pelo Papa Urbano VIII. |
| ? — 1630                      |         | Carlos Barberini (Carlo Barberini)                          | Urbano VIII (1623–1644)    | Irmão do Papa Urbano VIII e Antonio Marcello Barberini. Pai de Taddeo Barberini. |
| 1630 — 1636(?)                |         | Torquato Conti (Torquato Conti)                             | Urbano VIII (1623–1644)    | Duque de Guadagnolo e Marechal de Campo do Sacro Império Romano |
| 1639 — 1644                   |         | Tadeu Barberini (Taddeo Barberini)                          | Urbano VIII (1623–1644)    | Sobrinho do Papa Urbano VIII e Príncipe de Palestrina. Nomeado Comandante do Exército Papal durante as Guerras de Castro. Exilou-se após a eleição de 1644 do Papa Inocêncio X e morreu, sem retornar a Roma, em 1647. As datas são aproximadas..                                                                                                  |
| 1649 — ?                      |         | Maffeo Barberini (Maffeo Barberini)                         | Inocêncio X (1644–1655)    | Filho de Tadeu Barberini que foi nomeado para títulos anteriores de seu pai depois da reconciliação das famílias Pamphili e Barberini. |